# Podejrzana (film)
Podejrzana (hangul: 헤어질 결심, MOCT: Heojil Kyolshim) – południowokoreański dramat kryminalny z 2022 roku w reżyserii Park Chan-wooka, z Park Hae-il i Tang Wei w rolach głównych.
Premiera filmu odbyła się 23 maja 2022 w konkursie głównym 75. MFF w Cannes, gdzie Park Chan-wook zdobył nagrodę za najlepszą reżyserię.
Jedną z głównych inspiracji dla stworzenia filmu był utwór „Mist” skomponowany przez Lee Bong-jo oraz wykonany przez Jung Hoon Hee. Głównym bohaterem jest policyjny detektyw próbujący rozwiązać sprawę śmierci mężczyzny. Niedługo później zaczyna podejrzewać jego żonę, w której jednocześnie się zakochuje. 

## Obsada
- Park Hae-il jako Jang Hae-joon
- Tang Wei jako Song Seo-rae
- Lee Jung-hyun jako Jeong-ahn
- Go Kyung-Pyo jako Soo-wan
- Shin-Young Kim jako Yeon-soo
- Jung Young Sook jako Granny Hae-dong
- Seung-mok Yoo jako Ki Do-soo
- Teo Yoo jako Lee June
- Jeong Min Park jako Hong San-o
- Seo Hyun-woo jako Cheol-seong
- Jeong Ha-dam jako Oh Ga-in
- Hak-joo Lee jako Lee G-goo
- Yong-woo Park jako Lim Ho-shin
- Jung Yi-seo jako Mee-jee

## Produkcja
Film został wyprodukowany przez Moho Film. Zdjęcia do filmu rozpoczęły się w październiku 2020 roku.

## Odbiór

### Box office
Do 6 stycznia 2022 roku film zarobił 21 981344 dolarów na całym świecie.

### Reakcje krytyków
Krytycy w większości odebrali film pozytywnie. W serwisie Rotten Tomatoes 93% z wszystkich recenzji uznano za pozytywne, a średnia ocen wystawiona na ich podstawie wyniosła 8,3/10. Na agregatorze Metacritic średnia ważona ocen z 63 recenzji wyniosła 84 na 100 możliwych punktów do uzyskania. W polskim serwisie Filmweb film uzyskał średnią ocenę 6,5/10 przy 13 ocenach krytyków.